# Толстая Дубрава
То́лстая Дубра́ва — село Становлянского района Липецкой области. Центр Михайловского сельсовета.
Расположено в 1 километре к юго-западу от ручья Лотошок, на левом его берегу.

## История
Согласно исследованиям В. А. Прохорова, село впервые упоминается в документах 1778 г.
По сведениям административного деления Елецкого уезда село с аналогичным названием располагалось на территории Больше-Боёвской волости (ныне Долгоруковский и Елецкий районы), таким образом, результаты исследований В. А. Прохорова в части года основания села являются не верными.
Село основано в 1923 году десятью семьями — выходцами из села Семенёк (среди которых — Алексеевы, Золотарёвы, Каменевы, Фатеевы), вблизи оврага Толстая Дубрава, отмеченного на Плане Генерального межевания Тульской губернии 1790 года издания. Первые переселенцы жили в землянках, которые располагались на опушке дубовой рощи (между прудом и современной ул. Алексеева). К 1932 году было уже 40 домов, а население составляло 289 чел. На 1 января 2003 года — 245 хозяйств, 679 жителей. По Всероссийской переписи 2010 года проживает 650 человек.
Село впервые указывается на топографической карте РККА центральных областей Европейской части СССР, издания 1938—1941 годов (Состояние местности на 1935—1941 предвоенные годы).
С момента основания село входило в Волынский район в составе Ефремовского уезда Тульской губернии. В августе 1928 года Волынский район был передан в Елецкий округ Центрально-Чернозёмной области. В 1934 году при разделении Центрально-Чернозёмной области село вошло в состав Курской области. 27 сентября 1937 года село в составе Волынского района вошло в состав Орловской области. 6 января 1954 года село является частью Липецкой области. С 1 февраля 1963 года Волынский район был упразднён, в связи с чем село вошло в состав Становлянского района.

В середине 30-х годов XX столетия был создан пруд. В числе первых газифицированных населённых пунктов Становлянского района было село Толстая Дубрава.

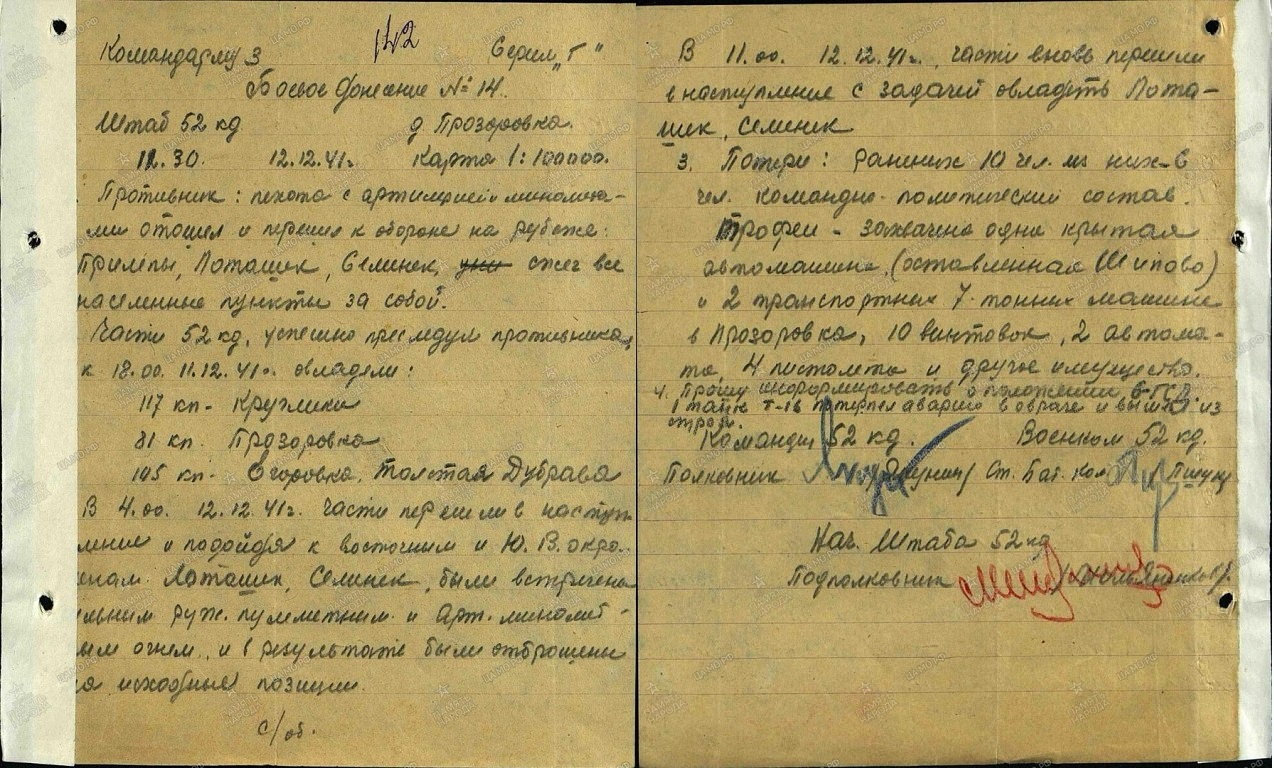
Боевое донесение об освобождении села

23 ноября 1941 года 2-я немецкая армия, усиленная двумя армейскими корпусами, оккупировала Волынский район Орловской области, в том числе и село Толстая Дубрава. К 18 часам 11 декабря 1941 года в ходе Елецкой наступательной операции 145 кавалерийским полком 52 кавалерийской дивизии 3 армии РККА (командир дивизии — полковник Н. П. Якунин) село Толстая Дубрава было освобождено от оккупантов.
В 1951 году на должность председателя колхоза «Заветы Ленина», центром которого являлось село, назначают Михаила Григорьевича Карабанова, который руководил им на протяжении 40 лет. За это время хозяйство становится «колхозом-миллионером», Толстая Дубрава стремительно развивается. Село оснащается передовым сельскохозяйственным оборудованием, производство активно механизировалось.
В селе функционирует детский сад, школа, Дом культуры, библиотека, сеть магазинов, домовая церковь.

## Известные жители
- С 1924 по 1941 год в селе совместно с семьёй жил Герой Советского Союза Иван Михайлович Алексеев.

## Список улиц

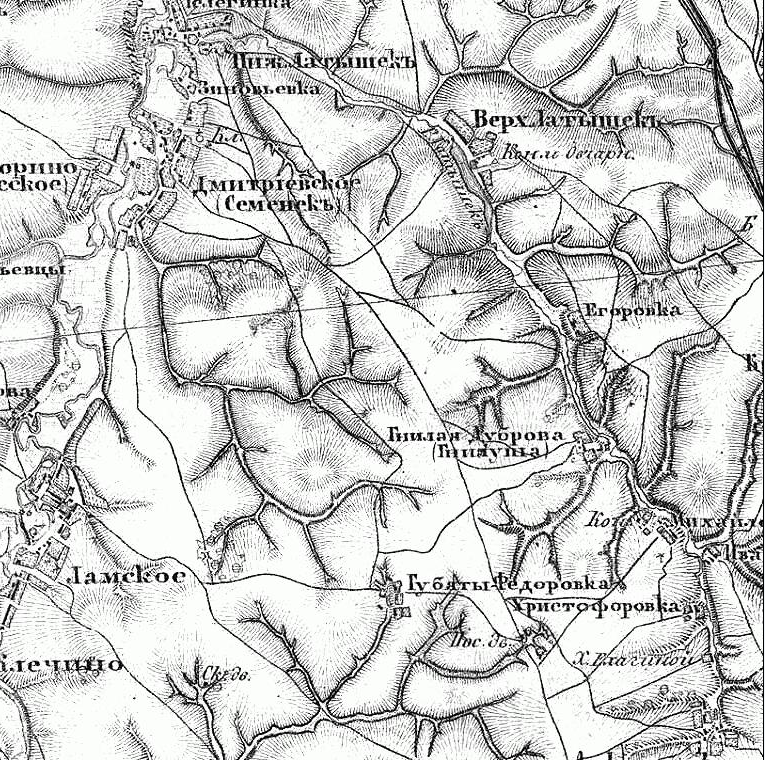
Фрагмент карты Ф. Ф. Шуберта 1846—1863 гг.

В селе десять улиц: Алексеева, 40 лет Победы, Лесная, Молодёжная, 1-я Садовая, 2-я Садовая, 3-я Садовая, Центральная, Школьная, Колхозная. Первыми исторически сложившимися улицами были ул. Алексеева и Центральная. Примечательно, что ул. Центральная расположена вдоль старого тракта, отмеченного на картах XIX века (Трёхверстная военная топографическая карта Российской империи Ф. Ф. Шуберта, 1846—1863 гг.).

## Памятники
- Обелиск Герою Советского Союза И. М. Алексееву установлен в 1978 году в селе Толстая Дубрава на территории школы. Обелиск представляет собой конусообразную четырёхугольную пирамиду серебристого цвета с красной звездой. На красной кирпичной нише обелиска высечена медаль «Золотая Звезда», имя — И. М. Алексеев и годы его жизни. Над нишей прикреплена его фотография и увеличенная копия «Ордена Отечественная война».[15]
- На расстоянии одного километра от юго-восточной административной границы села, на опушке леса, расположено одиночное воинское захоронение периода Великой Отечественной войны — младшего сержанта Меркиша Леонида Михайловича, погибшего 25 ноября 1941 года при проведении разведки местности. Захоронение оборудовано металлической оградой, фигурным памятником с фотографией и данными погибшего бойца.[16][17]
- На центральной площади села 9 мая 1996 года оборудован мемориальный комплекс «Воинам-землякам, погибшим в годы войны». Мемориал состоит из центральной стелы, на которой размещено увеличенная копия «Ордена Отечественной войны». По правую сторону от стелы расположены мемориальные доски с именами земляков, погибших в Великой Отечественной войне. У подножия стелы оборудован «Вечный огонь».[18]
- 3 мая 2010 года на центральной площади открыта скульптура «Солдату-победителю», изображающая расположенного на постаменте сидящего солдата, который нарезает хлеб. Скульптор — Ю. Д. Гришко.[19]
- 13 ноября 2020 года установлен памятник в виде барельефа бывшему председателю колхоза «Заветы Ленина» М. Г. Карабанову.[20][21]

## Население
| 2010 |
| ---- |
| 650  |

## Галерея

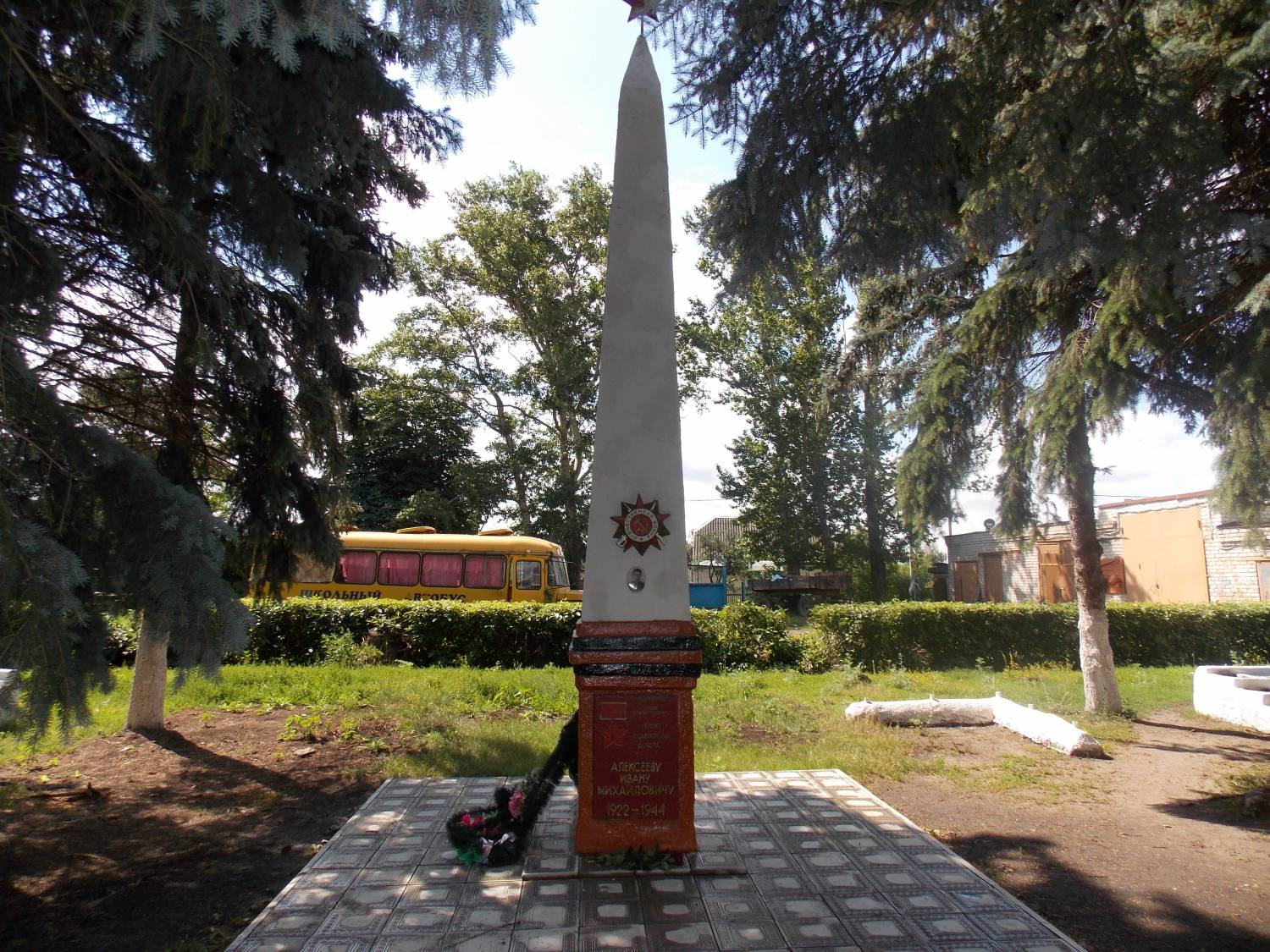
Обелиск И.М. Алексееву
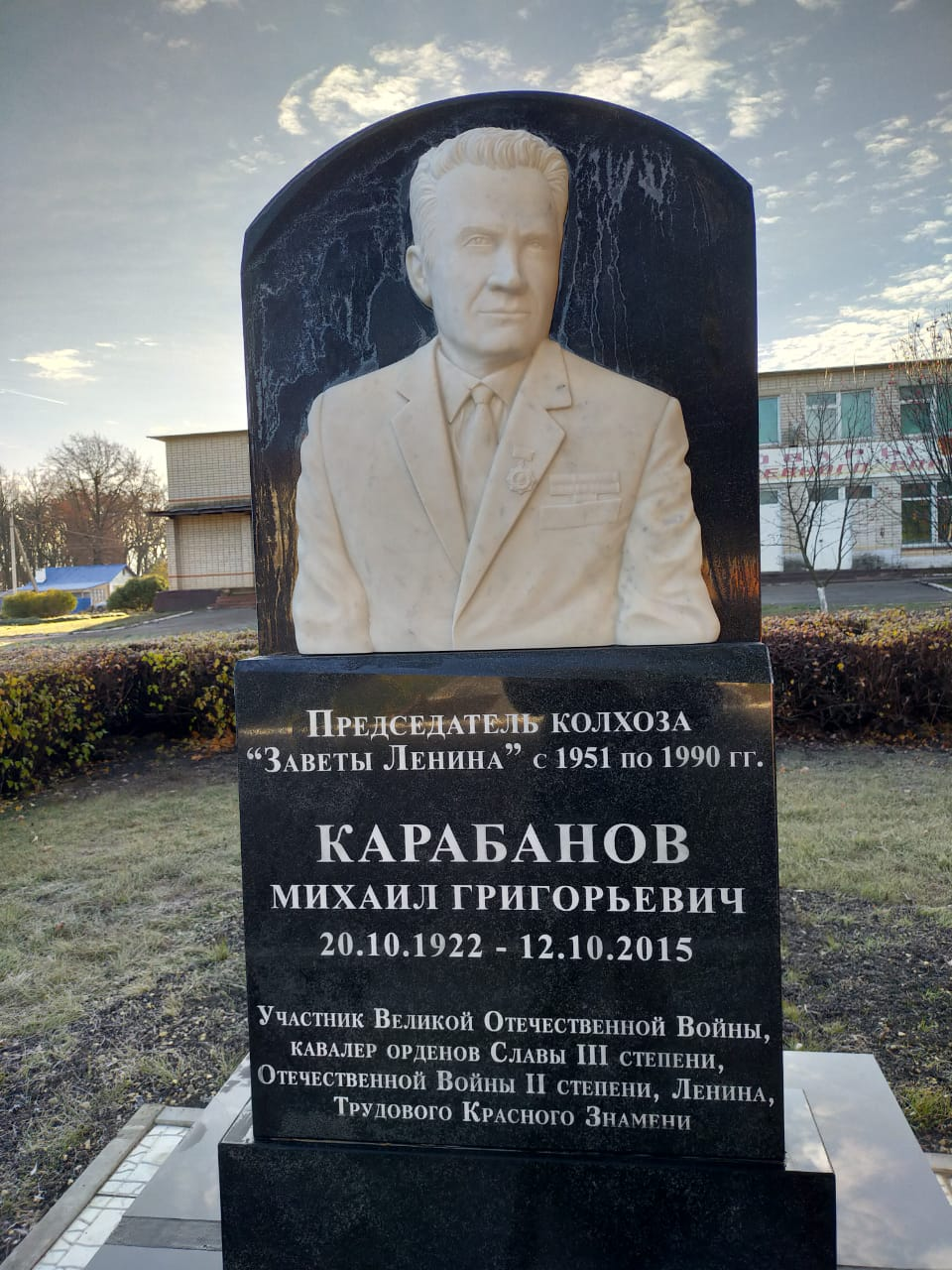
Памятник М.Г. Карабанову